# St. Peter und Paul (Lage)

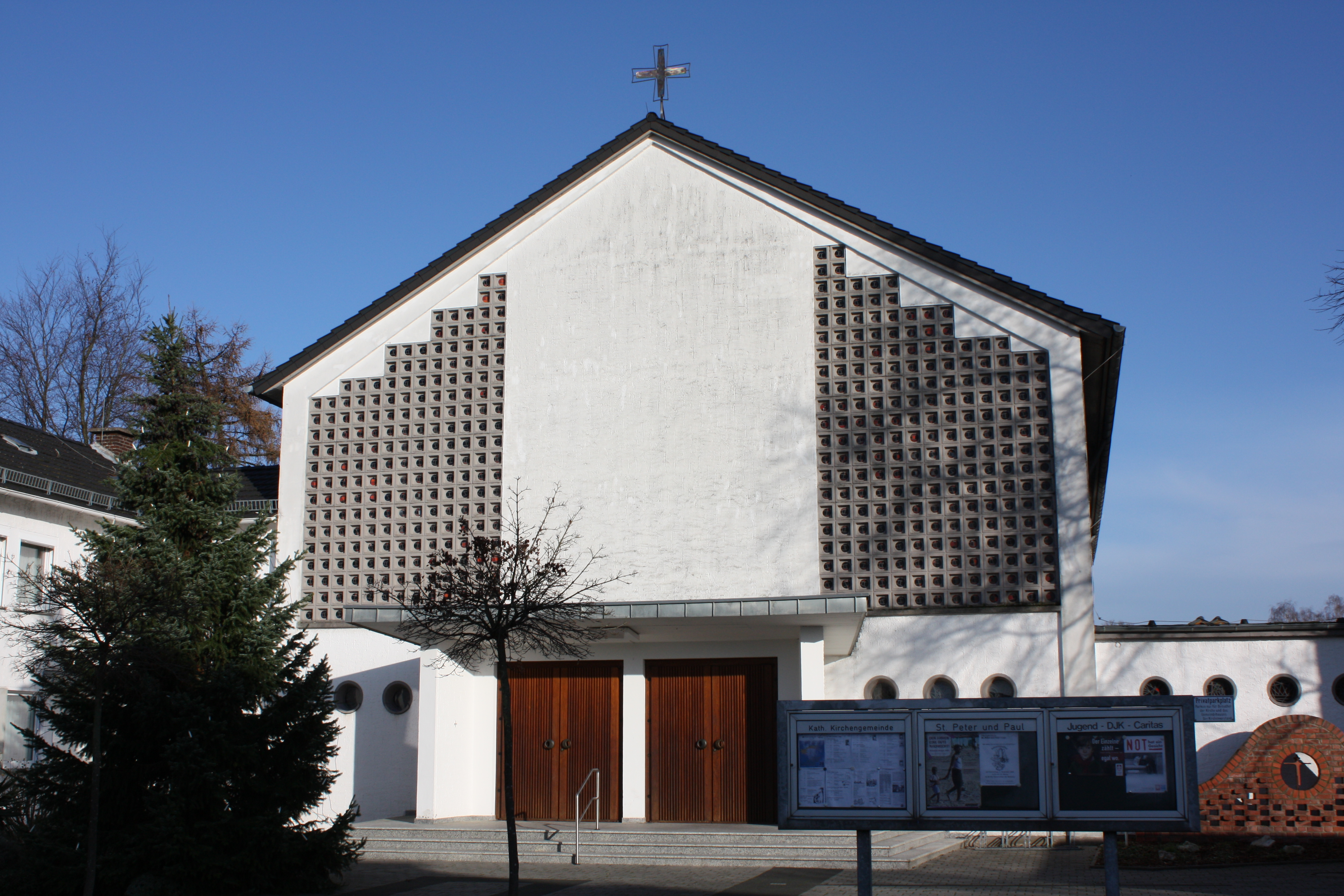
St. Peter und Paul in Lage

St. Peter und Paul ist eine römisch-katholische Pfarrkirche in Lage im Kreis Lippe, Nordrhein-Westfalen. Kirche und Gemeinde gehören zum Pastoralverbund Lippe-West des Dekanats Bielefeld-Lippe im Erzbistum Paderborn.

## Geschichte
In Lage wurde bereits 1897/98 eine katholische Kirche errichtet, die in den 1950er Jahren nicht mehr den räumlichen Anforderungen entsprach. So wurde 1958/59 die heutige St.-Peter-und-Paul-Kirche nach Plänen von Aloys Sonntag errichtet. Das alte Kirchengebäude wird seitdem als Veranstaltungsraum genutzt.

## Architektur

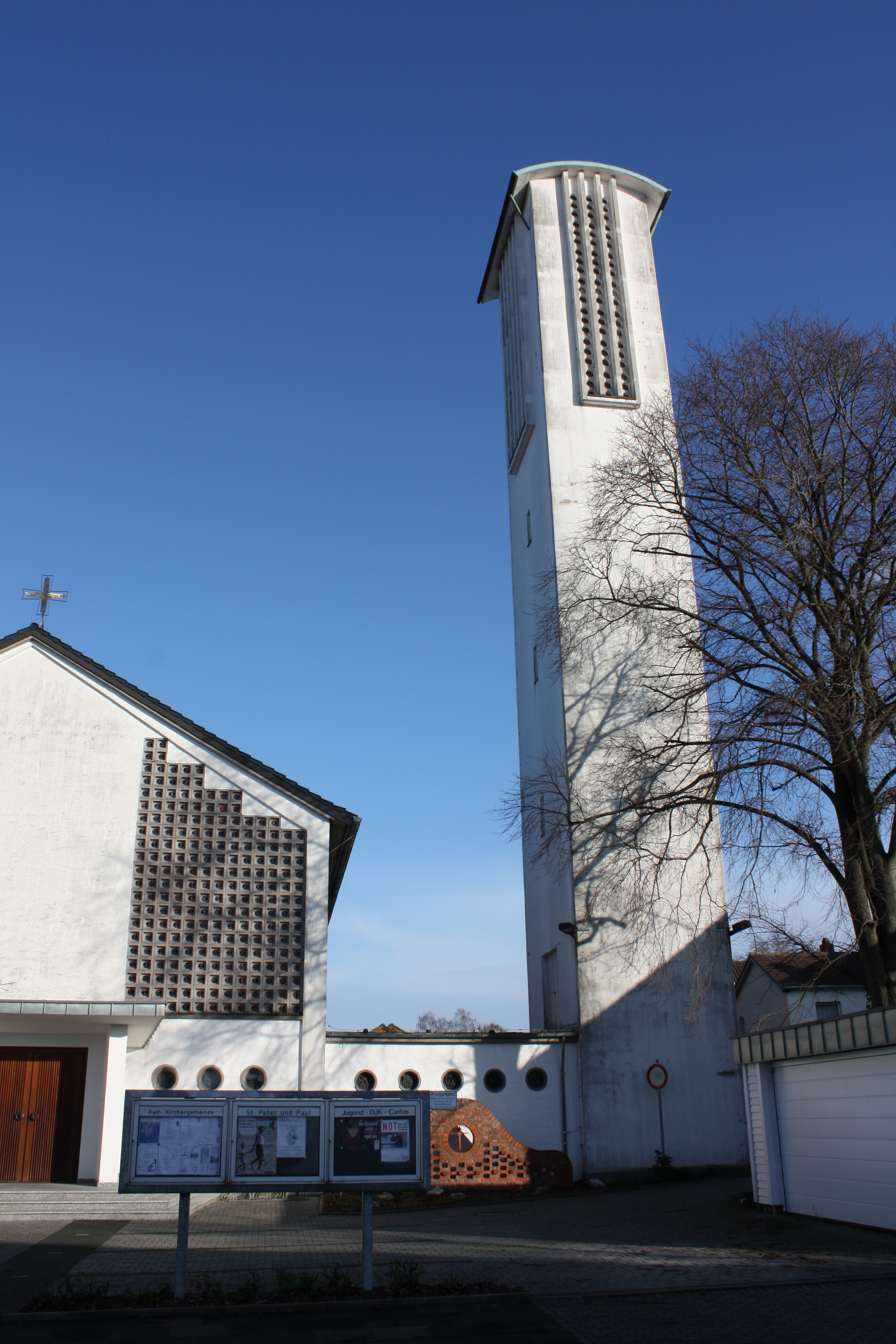
Der Turm von St. Peter und Paul

Die Kirche ist einschiffig unter einem Satteldach. Je acht Betonstützen an beiden Längsseiten tragen den Bau; die Felder dazwischen sind weiß verputzt. Der rechteckige Turm, dessen Dachfläche abgerundet ist, steht leicht Abseits und bildet mit dem Pfarrhaus einen Vorplatz.
Die Giebelwände sind im Inneren der Kirche dreigeteilt. Auf der Portalseite sind Betonwaben mit roten, blauen und weißen Gläsern eingearbeitet. Auch auf der Altarseite befinden sich Betonwaben. Die Decke ist innerhalb der tragenden Betonkonstruktion verbrettert.

## Ausstattung
Ein Großteil der Ausstattung stammt von Josef Jost. Von ihm sind die Glasfenster an den Längsseiten der Kirche, das Kreuzigungsbild an der Altarwand und der Tabernakel. Von der ursprünglichen Ausstattung der Kirche haben sich der Bodenbelag und der Kreuzweg von Franz Guntermann erhalten.